# 大西洋海滨公路

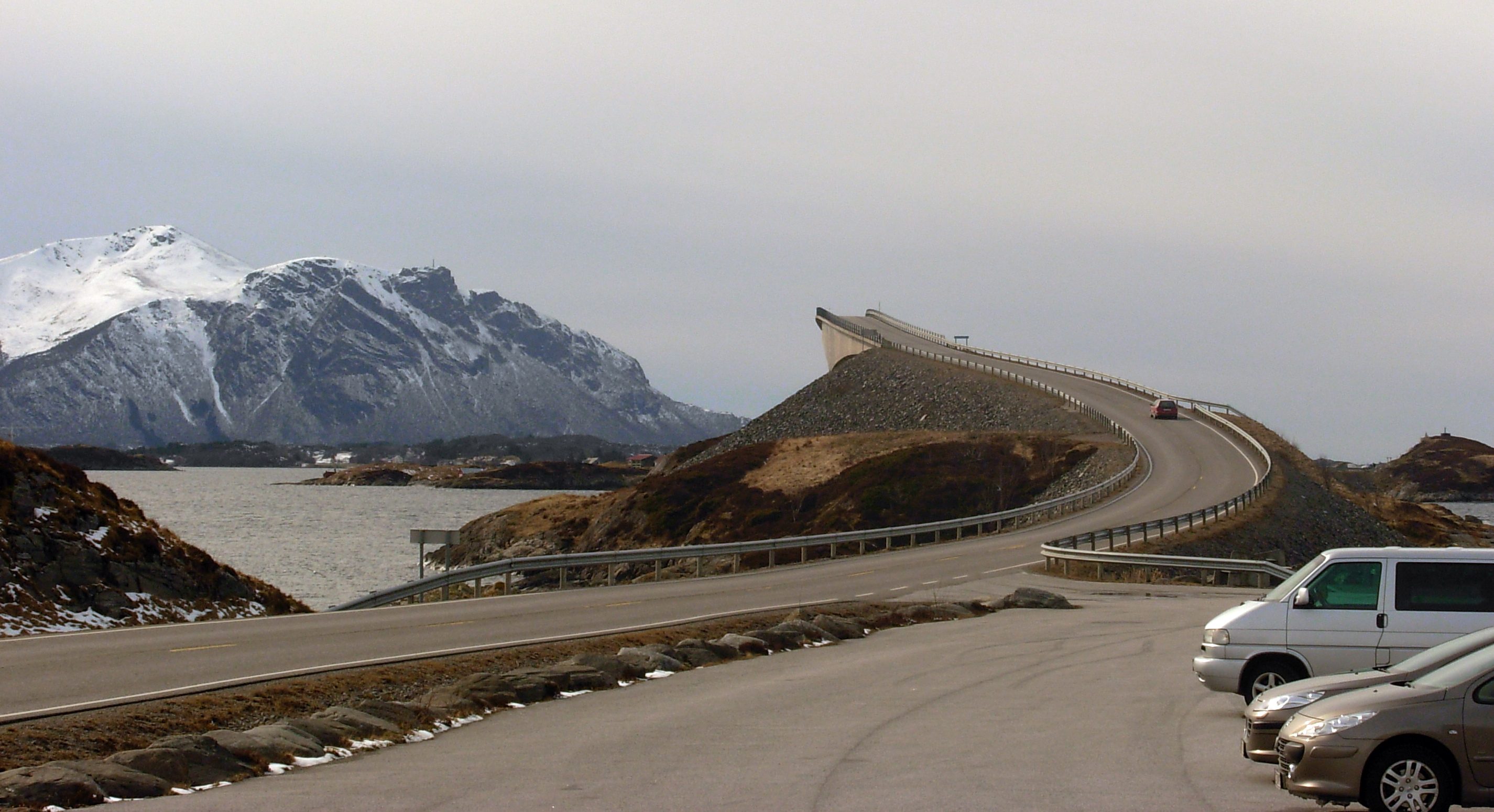
斯托爾塞松德橋

大西洋海濱公路（挪威語：Atlanterhavsveien）位於挪威默勒-魯姆斯達爾郡境內，是連接克里斯蒂安松和翁達爾斯內斯的挪威64號郡道的一部分。總長5哩，於1989年通行，由8座橋組成，橫跨在小島和礁岩之間。該公路設計十分獨特，沿途可欣賞各個小島的自然景觀，現已成為著名的觀光公路。
被譽為是全世界最美也最危險的公路。

## 主要橋樑與路口

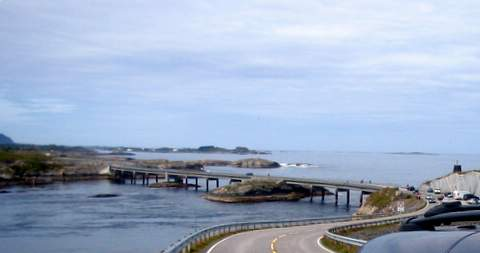
三座胡爾沃根橋

以下為大西洋之路沿線主要橋樑與路口，橋樑列出名稱、總長度與淨空高度，路口則列出起點距離與交會道路名稱。
| 所屬市     | 公里數         | 長度           | 橋下淨空高度   | 說明           |
| ---------- | -------------- | -------------- | -------------- | -------------- |
| 阿沃略     | 0.000          | —              | —              |                |
| 阿沃略     | —              | 115米或377英尺 | 7米或23英尺    | 小勞沃伊松橋   |
| 阿沃略     | —              | 52米或171英尺  | 3米或10英尺    | 大勞沃伊松橋   |
| 阿沃略     | —              | 52米或171英尺  | 6米或20英尺    | 蓋特島松橋     |
| 阿沃略     | —              | 260米或850英尺 | 23米或75英尺   | 斯托爾塞松德橋 |
| 許斯塔維卡 | —              | 260米或850英尺 | 23米或75英尺   | 斯托爾塞松德橋 |
| —          | 293米或961英尺 | 4米或13英尺    | 胡爾沃根橋     |                |
| —          | 119米或390英尺 | 10米或33英尺   | 韋旺斯特勞門橋 |                |
| 8.274      | —              | —              |                |                |

## 外部連結
- Visit Scandinavia的Facebook專頁